# 梁王茶属
梁王茶属（学名：Nothopanax）是五加科下的一个属，为常绿、无刺灌木或乔木植物。该属共有15种，主产自大洋洲。